# 8-я флотилия эскадренных миноносцев кригсмарине
8-я флотилия эскадренных миноносцев кригсмарине (нем. 8. Zerstörer-Flottille) — подразделение военно-морского флота нацистской Германии, одна из 7 флотилий эскадренных миноносцев ВМФ Германии периода Второй мировой войны.

## История
Флотилия была сформирована 1 декабря 1940 года, расформирована 23 августа 1944 года, вновь сформирована в Свинемюнде 4 ноября 1944 из ремонтировавшихся кораблей и существовала до конца войны. Первым командиром флотилии был назначен капитан-цур-зее Готфрид Пёниц. Фактический состав флотилии зачастую менялся, штабу флотилии могли подчиняться эсминцы других соединений, участвующие в общей операции или сосредоточенные на одном ТВД.

## Состав
В состав 8-й флотилии в 1940—1945 гг. в разное время входило 8 эсминцев типа 1936А, в том числе эсминцы Z-23 — Z-30.

## Командиры
| Время                            | Командующий флотилией                               |
| -------------------------------- | --------------------------------------------------- |
| 1 декабря 1940 — март 1943       | капитан-цур-зее Готфрид Пёниц;                      |
| март 1943 — 28 декабря 1943      | капитан-цур-зее Ганс Эрдменгер;                     |
| 29 декабря 1943 — 12 января 1944 | капитан-цур-зее Георг фон Бергер;                   |
| 13 января 1944 — 14 февраля 1944 | капитан-цур-зее Георг Лангхельд;                    |
| 15 февраля 1944 — 24 апреля 1944 | капитан-цур-зее Георг фон Бергер;                   |
| 25 апреля 1944 — 22 июня 1944    | капитан-цур-зее Теодор фон Маухенхайм Бехтольсхайм; |
| 22 июня 1944 — 25 августа 1944   | капитан-цур-зее Георг фон Бергер;                   |
| 4 ноября 1944 — 1 мая 1945       | капитан-цур-зее Генрих Герлах;                      |